# Trouble de la personnalité borderline
 Mise en garde médicale
L'appellation de trouble de la personnalité borderline (TPB), ou trouble de la personnalité limite (TPL), est une impulsivité majeure et une instabilité marquée des émotions, des relations interpersonnelles et de l'image de soi.
Le terme anglais borderline (« frontière », « cas-limite » ou « état-limite ») est issu de l'expression utilisée par le psychanalyste Otto Kernberg dans son ouvrage de 1975, Borderline Conditions and Pathological Narcissism. Il désignait, dans le cadre de la clinique psychanalytique, des cas de troubles mentaux qui sont à la frontière entre psychose et névrose. Dans le cadre du DSM-5 et de l'approche cognitive et comportementale, le trouble de la personnalité borderline renvoie à un trouble de la régulation émotionnelle et de la gestion des relations interpersonnelles, supprimant la distinction psychanalytique de l'état-limite entre névrose et psychose.
Ce concept fait l'objet de différentes hypothèses psychanalytiques dans lesquelles le terme désignerait un type de frontière entre la conscience de « l'organisation névrotique » et « l'organisation psychotique ». D'après ces hypothèses, l'état-limite reposerait sur l'angoisse de perte d'objet et se traduirait par une insécurité interne constante et des attitudes de mise à l'épreuve de l'entourage incessantes.
Parmi les symptômes observés, les personnes atteintes souffriraient fréquemment de dysphorie, d'hypersensibilité et de sensations de vide. Les relations interpersonnelles sont particulièrement instables et intenses, pouvant facilement passer de l'idéalisation à la dévalorisation de l'autre. Leur vision d'eux-mêmes est souvent très négative. Les modalités défensives permettant de décharger l'angoisse et de se protéger comprennent des réactions impulsives voire agressives, ainsi que des conduites à risques. Ces comportements peuvent provoquer par la suite une phase de culpabilité et de honte qui peut engendrer à son tour une nouvelle phase de comportements impulsifs.
Les personnes atteintes de trouble de la personnalité borderline se rétablissent sur la durée, avec éventuellement une aide médicamenteuse, et psychologique d'encadrement, aussi pour apprendre à se libérer du danger et reprendre goût à la vie.

## Épidémiologie
La prévalence du TPB dans la population générale est de 0,5 à 5,9 %. Ce trouble est retrouvé chez 10 % des patients suivis en ambulatoire, et 15 à 25 % des patients hospitalisés en service de psychiatrie. 40 à 85 % des patients présentant un TPB feront une ou plusieurs tentatives de suicide, et 10 % décéderont par suicide (soit un risque multiplié par 50 par rapport à la population générale). Le trouble de personnalité limite affecte autant les hommes que les femmes dans la population générale selon une observation faite aux États-Unis. Les femmes seraient cependant représentées dans 75 % des cas traités.

## Histoire de la notion d'«état-limite»

### Psychiatrie
L'apparition des termes  « états-limites », « états intermédiaires » ou encore  « pathologies limites » remonte à 1884. Un psychiatre, Charles H. Hughes propose la description psychiatrique des états qui oscillaient toute leur vie entre les limites de la démence (au sens de l'époque c'est-à-dire : psychose) et de la normalité. Un autre médecin, Irving C. Rosse, recherche en 1890 les preuves cliniques des folies limites. En France, à la fin du XIXe siècle, Valentin Magnan, le chef du service de l'admission à l'Hôpital Sainte-Anne, décrit « l'état mental du dégénéré » qui évoque la pathologie des « états-limites ». Sous cette catégorie Magnan regroupe les patients souffrant du « défaut d'équilibre des facultés morales et intellectuelles » dont le tableau clinique se caractérise par la permanente oscillation entre l'état normal et pathologique.
Néanmoins ces auteurs ne décrivent pas la pathologie « états-limites » au sens moderne du trouble de la personnalité. Celui-ci est né dans les années 1940 dans le cadre de la discussion psychanalytique du diagnostic différentiel entre la névrose et la psychose.

### Psychanalyse
Le psychiatre Henri Ey considère que « les états-limites forment une entité décrite par les psychanalystes ».
En effet, en 1932, le psychanalyste Edward Glover mentionne ce terme en le critiquant dans un article où il met en évidence le lien entre borderline et addictions dans un schéma : « J'ai représenté les addictions comme de réels états « borderline » en ce sens qu'ils ont un pied dans les psychoses et l'autre dans les névroses. Ils ont leurs racines dans les états paranoïdes, bien qu'occasionnellement un élément mélancolique domine le tableau. Néanmoins, ils sont suffisamment du côté névrotique du développement pour préserver une relation à la réalité nettement adéquate si ce n'est l'importante exception de la relation avec les drogues, derrière lesquelles repose le mécanisme paranoïde ». Sigmund Freud dans Analyse avec fin et analyse sans fin (1937), a émis l'idée que tout névrosé possède un moi en partie psychotique. D'autres auteurs développent l'idée de facteurs « schizoïdes » actifs dans de nombreuses pathologies.
En 1938, le psychanalyste Adolph Stern reprend le terme borderline en insistant sur l'« hypersensibilité » des sujets, leur « rigidité défensive » et leur « peu d'estime de soi »,. Otto Fenichel met en évidence cette pathologie. On signale encore le terme en 1951 dans un article du Psychiatric Quarterly signé par un autre psychanalyste, Victor W. Eisenstein et c'est à peu près depuis lors que sa diffusion se généralise.[réf. nécessaire] En 1942, Helene Deutsch a décrit un type de personnalité, les as if, qui se rapproche sur beaucoup de points de ce qui deviendra les caractéristiques des borderlines : « [les as if] sont des cas dans lesquels la relation émotionnelle de l'individu avec le monde extérieur et avec son propre moi apparaît appauvrie ou absente, ils sont en relation étroite avec la dépersonnalisation ». Ils apparaissent selon elle comme normaux extérieurement mais manquant d'authenticité dans leur vie émotionnelle qui apparaît vide et ennuyeuse (les rapprochant de troubles dépressifs). En 1945, Otto Fenichel approuve cette notion en montrant la présence de troubles de nature psychotique dans d'autres troubles que la psychose elle-même.
Germaine Guex insiste sur ce qu'elle appelle d'abord la névrose d'abandon (1950), puis le syndrome d'abandon, pour décrire l'état d'enfants alors appelés caractériels, terme qui recouvrait plus une contre-attitude qu'une réelle volonté explicative. Il s'agissait d'enfants qui avaient généralement subi un abandon plus ou moins précoce qui se manifestait par une insécurité affective et un besoin constant d'obtenir à tout prix des preuves d'amour pour assurer une certaine sécurité (avidité affective insatiable). L'abandonné, écrivait-elle, « aspire au sentiment de fusion avec un autre être (la mère) et non au sentiment de relation qu'il ne conçoit même pas ». Elle rejoint ainsi les observations d'Helene Deutsch à propos des personnalités as if. Germaine Guex souligne aussi que ces personnes ne supportent guère la cure type analytique mais qu'il faut aménager un cadre qui soit adapté à leur niveau de fonctionnement. Le cruel paradoxe de ce dispositif défensif est que cette avidité affective se conclut souvent pour le sujet par des rejets réels, tellement le besoin exprimé tyrannise les objets,. Otto F. Kernberg proposera le terme d'« organisation limite » (1975) qui écrit sur une pathologie du caractère (de la personnalité) et une pauvre modulation de la rage envers les objets (personnes), d'où le clivage subséquent avec polarisation des relations qui soit idéalise ou soit dévalorise la vision de la personne des autres. L'organisation limite est similaire à un état limite, terme utilisé par les psychanalystes français,. Pour Herbert Rosenfeld, c'est l'atteinte au narcissisme qui doit être prise en compte dans le diagnostic et le traitement. Harold Searles considère lui que, chez les patients borderline, le moi fonctionne sur un mode autistique.
Jean Bergeret, en 1975, suggère lui aussi un rapprochement entre les pathologies limites et la dépression. Cette organisation psychique à la frontière, « entre deux eaux », suggère en fait que les théories de la névrose et de la psychose ne sauraient suffire. Ce sont de nouveaux champs d'études que les pathologies limites rendent indispensables : qu'il s'agisse de l'étude du narcissisme, de son implication dans la relation à l'autre, ou encore de l'étude de la perception du temps, ou de la nature des traumatismes psychiques. L'idée de frontière ne saurait donc éviter l'étude, l'écoute psychanalytique du singulier qu'apporte chaque patient.
C'est le psychanalyste Otto Kernberg, au milieu des années 1970, qui va proposer le premier modèle cohérent qui fasse un certain consensus dans le milieu psychiatrique. Kernberg décrit la personnalité borderline comme marquée par une relation d'objet intériorisée (structure) distincte de celle des psychotiques et des névrotiques. Alors que pour le psychotique ce sont les frontières entre la personne et le monde extérieur qui sont fragiles, chez la personnalité limite, c'est l'unité entre les parties bonnes et mauvaises du Moi et de l'Objet qui n'est pas assurée.
André Green (« Le Concept de limite », 1976, repr. in La Folie privée, 1990) propose que « dans ces pathologies une double limite fait défaut, que ce soit la barrière du rêve qui sépare l'inconscient du préconscient ou celle qui différencie un dedans et un dehors (l'aire de jeu transitionnelle). Les sujets borderline sont la proie d'une dépression primitive, une « psychose blanche » qui rendrait tout deuil impossible par le fait d'une non-symbolisation de l'absence. »

#### Cure psychanalytique
En psychanalyse, selon Roudinesco il est généralement admis que cette catégorie — vaste et floue — désigne des organisations à la frontière des névroses et des psychoses. Les traitements psychanalytiques adaptés sont, parfois la « cure type », mais plus souvent un dispositif aménagé avec un nombre de séances hebdomadaires variant entre une et quatre, généralement en face à face. C'est ce qui a été appelé la « psychothérapie psychanalytique », certains comme Otto F. Kernberg ajoutent « des états limites » pour souligner la spécificité de l'approche.

## Signes et symptômes
Le Manuel diagnostique et statistique des troubles mentaux (DSM-5) définit plusieurs comportements principaux liés au trouble de la personnalité borderline :
- une incapacité à accepter la solitude, et une propension à éviter l'abandon de leurs proches par tous les moyens qui soient,
- un comportement impulsif, des comportements à risques et tentatives de suicide ;
- une instabilité émotionnelle ainsi que dans les relations sociales et sur l'image de soi ;
- de la déréalisation ou dépersonnalisation.

En outre, le DSM spécifie neuf critères pour démontrer la présence de ces comportements. Cependant, certains spécialistes trouvent difficile le diagnostic du TPB avec le DSM-5, car ce trouble mental regroupe une grande variété de comportements. Pour résoudre ce problème, Marsha Linehan regroupe les symptômes du TPB sous cinq catégories : émotions, comportement, relations interpersonnelles, image de soi, et cognition.

### Émotions
Les individus souffrant de ce trouble de la personnalité ressentent les émotions plus sensiblement, plus profondément et plus longtemps que la normale. Par exemple, lorsqu'une émotion est déclenchée pendant 12 secondes, elle peut durer plus longtemps chez 20 % des individus souffrant de TPB. En outre, les émotions chez les individus souffrant de TPB peuvent refaire surface, ou durer plus longtemps et aller beaucoup plus loin. En conséquence, les individus prennent plus longtemps à se stabiliser émotionnellement après une intense expérience émotionnelle.
Du point de vue de Marsha Linehan, la sensibilité, l'intensité, et la durée des émotions ressenties chez les individus atteints de TPB peuvent avoir un impact à la fois positif ou négatif. Ils sont souvent fortement idéalistes et adorables. Cependant, ils peuvent se sentir dépassés par leurs émotions négatives, et font l'expérience d'une intense douleur psychologique de la tristesse, de la honte et des sentiments d'humiliation plutôt que de l'embarras, de la colère plutôt que de l'ennui, et une peur panique plutôt que de la nervosité. Ils sont spécifiquement plus sensibles au rejet, à l'isolement et aux sentiments d'échec. Leurs efforts pour tenter d'échapper ou calmer leurs émotions peuvent mener à un comportement suicidaire et d'automutilation. Ils sont souvent conscients de l'intensité de leurs réactions émotionnelles négatives et, bien qu'ils ne puissent pas réguler leurs émotions, ils peuvent les cacher complètement. Cela peut avoir un impact négatif sur les individus souffrant de TPB, car ces émotions avertissent leur entourage de la présence d'une situation problématique, mais ils ne les expriment pas.
Bien qu'ils puissent ressentir une joie plutôt intense, ils peuvent également souffrir de dysphorie, ou de sentiments de détresse mentale ou émotionnelle. Zanarini et al. reconnaissent quatre catégories de dysphorie typiques à cette condition : émotions très intenses ; destruction ou autodestruction ; sentiments de trahison ; et sentiments de victimisation. Parmi ces catégories, un diagnostic du TPB est grandement associé au mélange de trois états spécifiques : 1) sentiment de trahison, 2) sentiment d'une envie de se blesser, et 3) sentiment de n'avoir aucun contrôle. Bien que les individus souffrant de TPB fassent l'expérience de différents types de dysphorie, l'amplitude de la détresse est un indicateur utile du trouble de la personnalité borderline.
En plus des émotions intenses, les individus souffrant de TPB font l'expérience d'une humeur très changeante. Bien qu'un changement d'humeur rapide entre déprime et joie soit suggéré, les changements d'humeur surviennent fréquemment entre colère et anxiété, et entre déprime et anxiété.

### Angoisse de séparation
De toutes les expériences difficiles, ce sont les expériences d'abandon, de séparation, de rejet et de mépris qui apparaissent les plus menaçantes pour ces personnes. Cette menace est telle qu'elles sont hypersensibles au moindre indice pouvant confirmer leurs craintes et elles sont promptes à conclure que ce qu'elles craignaient est advenu.

### Comportement
Les comportements impulsifs sont habituels, dont l'alcoolo-dépendance ou l'abus de substances, des troubles du comportement alimentaire, des problèmes de libido ou en rapport avec la vie sexuelle, ou une agressivité au volant. Selon Shari Manning, les comportements impulsifs peuvent également impliquer la démission d'un travail, l'abandon des relations sociales ou interpersonnelles, les fugues, le shopping, ou l'automutilation.
Selon Shari Manning également, les individus souffrant de TPB agissent d'une manière impulsive parce qu’ils recherchent une réponse immédiate à leur souffrance émotionnelle. Cependant, à long terme, les individus culpabilisent et se sentent honteux d'avoir agi de la sorte. Toujours sur le long terme, ils peuvent, selon le docteur Manning, être hospitalisés, emprisonnés, devenir sans-abri, et tomber dans la pauvreté. Un cycle est souvent aperçu chez ces individus dans lequel ils ressentent une souffrance émotionnelle, engagent des actes impulsifs en réponse à cette souffrance, se sentent honteux et culpabilisent à cause de leurs actions, ressentent une souffrance émotionnelle à cause de la honte et de la culpabilité, et engagent un comportement impulsif plus intense en réponse à cette nouvelle souffrance émotionnelle. Au fur et à mesure du temps, ces comportements impulsifs deviennent automatiques en réponse à la souffrance émotionnelle.

### Automutilation et suicide
L'automutilation et les tendances suicidaires sont au cœur du critère diagnostique du DSM IV-TR. Guérir ce trouble est difficile. Au moins 75% des personnes présentant un trouble de la personnalité borderline tentent de se suicider et 10% d'entre eux meurent par suicide,,. L'automutilation est répandue, et peut se manifester avec ou sans intentions suicidaires,. Les raisons de l'automutilation non-suicidaire diffèrent de celles des tentatives suicidaires. Les raisons de l'automutilation non-suicidaire incluent l'expression de la colère, l'autopunition, et la tentative d'oublier la souffrance émotionnelle ressentie sur le moment. Les tentatives suicidaires, au contraire, s'expriment chez les individus qui n'arrivent plus à supporter leur détresse émotionnelle. Que ce soit de l'automutilation avec ou sans intention suicidaire, il s'agit d'une réponse aux émotions négatives ressenties.
Les violences sexuelles peuvent également être un facteur de suicide chez les adolescents atteints de TPB.

### Relations interpersonnelles
Les individus souffrant de TPB sont particulièrement sensibles à la manière dont les autres agissent à leur égard ; la gentillesse perçue leur fera ressentir une joie et une gratitude intenses, et des agissements perçus comme négatifs leur feront ressentir une tristesse et une colère intenses. Leurs sentiments vis-à-vis des autres varient du positif au négatif après une déception, la menace ressentie d'avoir perdu quelqu'un, ou la perte perçue d'estime de la part de quelqu'un qu'ils apprécient. Ce phénomène, parfois appelé clivage de l'objet, exprime une idée perçue de l'autre variant du positif (admiration et amour) au négatif (colère et haine). Mélangée aux troubles de l'humeur, cette idéalisation peut poser des problèmes relationnels avec la famille, les amis et les collègues. L'image de soi peut également et rapidement changer du positif au négatif.
Désirant fortement garder leur intimité, les individus souffrant de TPB se soucient grandement de leurs relations et perçoivent généralement le monde comme dangereux ou malveillant. Le trouble de la personnalité borderline pourrait procéder d'un stress chronique et de conflits dans les relations amoureuses, d'une insatisfaction de la part de leur conjoint ou de leur conjointe, ou encore de violences. Cependant, ces facteurs sembleraient plutôt liés aux troubles de la personnalité en général.

### Cognition
Les émotions intenses chez les individus souffrant de TPB peuvent rendre difficile l'attention. En d'autres termes, il leur est difficile de se concentrer.

### Handicap
L'aptitude à exercer un emploi varie fortement selon l'intensité du trouble. Si la plupart des individus souffrant de TPB réussissent à limiter les impacts sur le plan professionnel, d'autres cependant, peuvent éprouver des difficultés à garder leur travail lorsqu'il y a un problème de relation, s'engagent dans des comportements à risque, ou laissent éclater leur colère.

## Causes
Les symptômes apparaissent généralement chez les jeunes adultes. Cette maladie découle en partie d'une prédisposition génétique et en partie des facteurs sociaux et environnementaux, comme un choc violent pendant l'enfance. Les malades de TPB rapportent 13 fois plus de cas de maltraitance ou d'abus pendant leur enfance que toute autre maladie mentale (abus psychologique, physique, sexuel, ou abandon). Bien que la maltraitance soit une cause connue, il y a aussi les problèmes au niveau de la construction et du développement du cerveau, de la génétique et l'impact des expériences traumatisantes. Cela étant dit, bien qu’il y ait eu des avancées par rapport au trouble de la personnalité limite, les causes ne sont pas totalement comprises, encore à ce jour, selon le site web Healthline.

### Facteurs environnementaux
Certaines personnes ayant subi des abus, que ce soit physiques, mentaux ou sexuels sont plus susceptibles de développer le trouble de la personnalité limite/borderline. En effet, plus de 50 % des personnes souffrant de troubles de la personnalité borderline ont subi des maltraitances psychologiques, sexuelles et/ou physiques. La négligence est un facteur important dans le développement de ce trouble. De plus, la détresse ou la peur peuvent faire survenir des pensées négatives amenant la personne à développer un trouble de la personnalité limite.

### Anomalies du cerveau
Il existe deux types de problèmes cérébraux, soit au niveau du développement cérébral, soit au niveau du fonctionnement cérébral. Pour les personnes atteintes du trouble de la personnalité limite ou borderline, certaines parties cérébrales, majoritairement le système limbique, responsable de la gestion des émotions, ne fonctionnent pas correctement, empêchant par conséquent le cerveau de bien fonctionner lui aussi. Aussi, plusieurs études faites par the National institute of Mental health ont démontré qu’un trouble de la régulation des neurotransmetteurs et des hormones, généralement la sérotonine, affecte la manière dont le cerveau travaille. Un bas niveau de sérotonine peut affecter le comportement d’une personne en entraînant des dépressions, de l’agressivité ou des pulsions. Après une recherche faite par IRM, les chercheurs ont comparé le cerveau d’une personne atteinte de TPL avec celui d’une personne témoin. Trois parties du cerveau diffèrent : d'abord, l’amygdale, qui joue un rôle important dans le contrôle et la régulation des émotions, telles que la peur, l’agressivité, l’impatience, l’anxiété et les pulsions ; ensuite, l’hippocampe, une structure du cerveau responsable de l’apprentissage et de la mémoire, qui joue aussi un grand rôle dans le comportement et le contrôle des émotions ; enfin, le cortex orbitofrontal qui est responsable de la prise de décisions. Sur ces IRM, les parties citées ci-dessus étaient soit anormalement réduites, soit marquées par un niveau d’activité excessif.

### Génétique
Comme pour la grande majorité des troubles, la génétique joue un grand rôle dans les probabilités de développer le TPL. Les patients avec un historique de trouble de la personnalité borderline dans leur famille sont plus susceptibles de développer celui-ci que ceux dont la famille ne possède pas le gène. Une étude a établi que si une jumelle présente le trouble, la probabilité que l’autre jumelle ait aussi ce trouble est de 2 sur 3. De plus, le comportement et la santé mentale des autres membres de la famille peuvent aussi influencer le développement de ce trouble. Par ailleurs, il n’y a, à ce jour, aucune preuve certaine concernant le gène responsable du trouble de la personnalité limite/borderline.

## Diagnostic

### DSM-IV
Le trouble de la personnalité borderline est décrit comme « un schéma envahissant d'instabilité dans les relations interpersonnelles, de l'image de soi et des affects, également marqué par l'impulsivité commençant chez le jeune adulte et présent dans un grand nombre de contextes » (DSM-IV, axe 2). Selon le DSM-IV, il faut au moins cinq des neuf critères présents pendant un laps de temps significatif :
- efforts effrénés pour éviter un abandon réel ou imaginé ;
- mode de relations interpersonnelles instables et intenses caractérisées par l'alternance entre les positions extrêmes d'idéalisation excessive et de dévalorisation ;
- perturbation de l'identité : instabilité marquée et persistante de l'image ou de la notion de soi ;
- impulsivité dans au moins deux domaines potentiellement dommageables pour le sujet (par exemple : dépenses excessives, sexualité, toxicomanie, alcoolisme, jeu pathologique, conduite automobile dangereuse, crises de boulimie ou d'anorexie) ;
- répétition de comportements, de gestes ou de menaces suicidaires, ou d'automutilation ;
- instabilité affective due à une réactivité marquée de l'humeur (par exemple : dysphorie épisodique intense, irritabilité ou anxiété durant habituellement quelques heures et rarement plus de quelques jours) ;
- sentiments chroniques de vide ;
- colères intenses (rage) et inappropriées ou difficulté à contrôler sa colère (par exemple : fréquentes manifestations de mauvaise humeur, colère constante ou bagarres répétées, colère subite et exagérée) ;
- survenue transitoire dans des situations de stress d'une idéation persécutoire ou de symptômes dissociatifs sévères.

En somme, le trouble de personnalité limite est principalement caractérisé par :
- la peur du rejet et de l'abandon ;
- l'instabilité de l'humeur ;
- la difficulté à contrôler les pulsions, les actions, les réactions, les actes impulsifs souvent néfastes ;
- les relations interpersonnelles instables ;
- une difficulté avec l'intimité ;
- une dissociation et une méfiance importante en présence de stress.

Selon une étude publiée dans la revue Psychiatry Research, le personnage de fiction d'Anakin Skywalker, futur Dark Vador dans la série cinématographique Star Wars, présente plusieurs symptômes indiquant un trouble de la personnalité limite. Selon les auteurs de l'étude, cette observation pourrait se révéler utile dans l'enseignement des symptômes de ce trouble, le personnage faisant partie du fond culturel de la plupart des étudiants.

### Approche phénoménologique
« Il s'agit de gens, pour la plupart des femmes, qui ont grandi avec le sentiment de ne pas avoir reçu l'attention et l'appui qui leur reviennent. Ils en sont révoltés et ils cherchent des façons de compenser cela dans leurs relations. Ils ont des attentes élevées et, quand leurs besoins sont à nouveau abandonnés, ils y répondent avec de la colère et du désespoir. » (John Gunderson, psychiatre américain spécialiste de la prise en charge des borderline).
« Avoir une personnalité borderline n'est pas un drame en soi… car après avoir acquis une bonne conscience de ses vulnérabilités, les traits de personnalité d'hier générateurs de difficultés (trouble relationnel, chaos intense, sentiment de vide, rage, etc.) deviennent des générateurs de potentialités (intelligence émotionnelle, hypersensibilité, passion, authenticité, spontanéité, compassion, etc.). » (Pr Évens Villeneuve, chef du programme de traitement des troubles sévères de personnalité, Institut universitaire en santé mentale de Québec (CA)).
Dans l'anamnèse, on trouve souvent une carence affective (exemple : absence du père), une maltraitance, des abus sexuels (pédophilie, viols) mais ce point reste très discuté, notamment face au phénomène des faux souvenirs induits qui peuvent piéger le clinicien. Les éléments suivants, installés à l'adolescence, et de façon prolongée, pourraient évoquer une personnalité borderline mais cela reste à étayer, entre autres au sujet de la démarcation entre normal et pathologique :
- sentiments de vide, d'ennui ;
- sentiment d'être abandonné (peur irraisonnée de l'abandon) ;
- dévalorisation ;
- abus de substances (alcool, stupéfiants) ;
- automutilations, conduites à risque (par exemple conduire en état d'ébriété, prostitution), tentatives de suicide ;
- carence narcissique ;
- difficulté à identifier et à réguler ses émotions (alexithymie, cyclothymie) ;
- trouble du comportement alimentaire (anorexie, boulimie) ;
- sexualité chaotique ;
- insomnie chronique.

### Imagerie par résonance magnétique
La personnalité limite est difficile à vérifier par IRM pour deux raisons : peu de données ont été compilées à ce jour et le syndrome borderline est souvent diagnostiqué en comorbidité avec d’autres troubles identifiables par IRM. Toutefois, on observe généralement une diminution du lobe frontal, de l’hippocampe et du complexe amygdalien. Il peut être observé un dysfonctionnement de la sérotonine en ce qui a trait à l’impulsivité. Une particularité est également un dysfonctionnement du métabolisme du glucose particulièrement dans le cortex frontal, mais aussi dans d’autres parties du cerveau.

### Comportement social et couple
Les relations humaines de la personne sont souvent très instables. Cela s'explique par son image troublée d'elle-même. Ainsi, même des liens émotionnels intenses n'empêchent pas que la position vis-à-vis des membres de la famille, d'amis ou de partenaires soudainement tourne d'idéalisation (admiration et amour fort) en dépréciation. Lorsque le patient croit être traité de façon injuste (que cela soit vrai ou non), il réagit souvent violemment et impulsivement, et ne trouve pas d'issue à son univers de reproches vis-à-vis de lui-même et des autres - ou même de haine de soi-même. Beaucoup de gestes des autres sont interprétés faussement ou qualifiés comme hostiles par une sur-interprétation. Un simple malentendu entraine des réactions émotionnelles fortes dans leurs relations. Ils sont intensément analysés et examinés par rapport à leur contenu de « signaux ». La personne a des difficultés à interpréter justement le comportement des autres. Sa perception de l'autre est très changeante (« constance d'objet insuffisante »). Il existe un rapport entre la peur d'être abandonné et la difficulté de se sentir émotionnellement lié à une personne-clé quand celle-ci est absente (« constance d'objet insuffisante »)[réf. nécessaire]. Cela aboutit à un sentiment d'être abandonné et de n'avoir aucune valeur. Dans ces contextes, il peut y avoir des menaces de suicide ou des tentatives de suicide.

### Diagnostic différentiel
La personnalité borderline est parfois associée à un trouble bipolaire. De brefs épisodes psychotiques (délires) sont possibles mais toujours de façon limitée dans le temps, parfois en rapport avec la consommation de substances toxiques. En aucun cas le trouble borderline n'est une schizophrénie. L'évolution naturelle de ce trouble de la personnalité est l'apparition de symptômes à l'adolescence, et leur régression vers l'âge de 40 ans. Tout l'enjeu de la prise en charge est d'accompagner ces années de « jeune adulte » le mieux possible. Le diagnostic différentiel de la personnalité borderline incluent : Trouble du spectre de l'autisme, syndrome de stress post-traumatique, schizophrénie, trouble bipolaire, hyperthyroidie, et épilepsie[réf. nécessaire].

### Société chinoise de psychiatrie
La Classification chinoise des troubles mentaux contient un diagnostic comparable de « trouble de la personnalité impulsif » (TPI). Un patient diagnostiqué de TPI souffrirait de troubles affectifs et un « comportement impulsif marqué ».

## Traitements
Il n'y a pas de médication associée à ce trouble en tant que tel, mais la psychothérapie et la prise d'antidépresseurs et d'antipsychotiques sont des moyens qui peuvent aider,. Certains endroits offrent donc des groupes d'entraide pour favoriser le traitement du TPB.

### Psychothérapie
En regard des recherches cliniques, la psychothérapie reste encore aujourd'hui la principale modalité thérapeutique dans le traitement du TPB,,.
Plusieurs interventions peuvent contribuer à améliorer la qualité de vie des personnes atteintes du trouble de la personnalité limite. Différentes approches thérapeutiques, de courte ou de longue durée, peuvent être utilisées incluant psychoéducation, psychothérapie individuelle, thérapie de couple, intervention familiale et pharmacothérapie. Les objectifs thérapeutiques sont alors d'acquérir une meilleure connaissance de soi, d'analyser, comprendre et modifier ses réactions impulsives, de développer des stratégies pour mieux gérer ses émotions et sa détresse, de développer des relations interpersonnelles plus harmonieuses et d'améliorer sa qualité de vie. Cependant, il n'existe pas de médicaments spécifiques pour traiter ce trouble. Dans certains cas, une médication peut être prescrite afin d'atténuer des symptômes difficiles à maîtriser, tels que l'anxiété, la dépression, l'impulsivité, les variations de l'humeur et la perte de contact avec la réalité.

#### La psychothérapie dialectique comportementale
La psychothérapie dialectique comportementale est une approche spécifique au traitement du trouble de l'état limite qui a été développée par Marsha Linehan à l'Université de Washington à Seattle dès les années 1980. La recherche établit que cette thérapie est plus efficace que les approches usuelles en ce qui concerne le comportement suicidaire et les hospitalisations. De plus, les patients abandonnent moins fréquemment la thérapie. La philosophie de l'approche de Linehan est basée sur la dialectique de Marx et Hegel. Cette thérapie s'inscrit dans une approche globale de la personne d'un point de vue bio-psycho-social. Et de ce fait, elle est considérée comme un traitement cognitivo-comportemental. Cette perspective permet de travailler sur la pensée dichotomique typique de ce trouble de la personnalité, appelée clivage par les psychanalystes. Le thérapeute aide le patient à intégrer les deux polarités.
La psychothérapie dialectique comportementale contient quatre phases, qui suivent le pré-traitement. Le pré-traitement sert à obtenir des informations pour arriver à une décision mutuelle du thérapeute et du patient à travailler ensemble. Dans les années qui suivent, le patient arrive à intégrer le passé, le présent et le futur, les visions contradictoires de soi et d'autrui, en somme d'accepter la réalité telle qu'elle est.

### Les médicaments
Une revue de 2010 de la collaboration Cochrane montre que la sévérité totale du trouble de personnalité borderline n'est significativement affectée par aucun médicament. Il n'y a pas de médicaments qui soient prometteurs pour les symptômes clefs du trouble de personnalité borderline que sont la sensation de vide, la perturbation de l'identité et la sensation d'être abandonné. Cependant, les auteurs ont trouvé que certains médicaments peuvent avoir un effet sur certains symptômes ou les symptômes de certaines pathologies associées.
L'halopéridol pourrait diminuer les sensations de colère. Le flupentixol pourrait diminuer le risque de passage à l'acte suicidaire. Parmi les neuroleptiques atypiques, l'aripiprazole pourrait diminuer les problèmes interpersonnels, l'impulsivité, la colère, les symptômes psychotiques de types paranoïdes, la dépression, l'anxiété. L'olanzapine pourrait diminuer l'instabilité, la colère, les symptômes psychotiques de types paranoïdes et l'anxiété, cependant, un placebo avait un plus grand effet sur l'idéation suicidaire que l'olanzapine. Parmi les thymorégulateurs, le valproate pourrait améliorer la dépression et les problèmes interpersonnels et diminuer la colère. Le topiramate pourrait améliorer les problèmes interpersonnels, l'impulsivité, l'anxiété et serait susceptible de donner une meilleure image de soi. La lamotrigine pourrait diminuer l'impulsivité et la colère. La carbamazépine semble totalement inefficace pour le trouble de la personnalité borderline. Parmi les antidépresseurs, l'amitriptyline pourrait diminuer la dépression ainsi que l'alprazolam mais la miansérine, la fluoxétine, la fluvoxamine, la sertraline et la phenelzine (en) ne semblent montrer aucun effet. Les acides gras oméga-3 pourraient empêcher le passage à l'acte suicidaire et améliorer la dépression. Cependant, ces résultats sont à prendre avec beaucoup de précaution, le diagnostic de trouble de personnalité borderline est complexe. Il est possible que cette entité reflète plusieurs mécanismes complètement différents. La plupart des études n'ont pas été répliquées. Les effets à long terme des traitements dans cette indication n'ont pas été évalués.
À cause de la faiblesse de ces données, et le risque d'effets secondaires graves potentiels provenant de certains médicaments, le NICE (National Institute for Health and Clinical Excellence) anglais en 2009 a proposé dans ses recommandations « le traitement médicamenteux ne doit pas être utilisé spécifiquement pour les troubles de la personnalité borderline ou pour les symptômes et les troubles du comportement individuels associés à ce trouble. » Mais le traitement médicamenteux peut être considéré comme un traitement général d'une pathologie associée. Elle suggère, la réévaluation des traitements des personnes avec un trouble de la personnalité borderline qui n'ont pas de comorbidité psychiatrique ou non psychiatrique et qui ont actuellement des traitements prescrits. Cela permettant alors de diminuer et d'arrêter les traitements non nécessaires.
Il n'existe pas de recommandations françaises sur les troubles de la personnalité borderline fin 2012.

## Débats
Le terme est utilisé dans les deux acceptions, l'une psychologique et médicale tirée du behaviorisme qui sous-tend les classifications du Manuel diagnostique et statistique des troubles mentaux (DSM-IV en 2013) et de la Classification internationale des maladies (CIM-10) et l'autre tirée de la théorie psychanalytique qui sous-tend une organisation défensive inconsciente.
Les querelles de courants ont un impact au niveau des définitions et des traitements.
Pour les tenants du premier courant, une explication reposant sur des observations biologiques révélée par les neurosciences, est à l'avenir probable.[réf. nécessaire]

### Critique sociologique
Le diagnostic de trouble de la personnalité borderline est questionné par certains sociologues comme Ivan Garrec, qui mettent en évidence l’aspect genré de cette catégorie. En effet, le TPB est majoritairement attribué aux femmes, ce qui soulève des interrogations sur la manière dont les normes sociales influencent la perception des comportements émotionnels et relationnels. Certains chercheurs soulignent que les critères diagnostiques du TPB recouvrent souvent des expressions de détresse qui, dans un autre contexte, pourraient être interprétées différemment selon le genre. Cette asymétrie questionne la neutralité des classifications psychiatriques et met en lumière les biais culturels et institutionnels qui façonnent la compréhension des troubles psychiques.

## Dans la culture populaire

### Artistes
- Edvard Munch, peintre connu pour le tableau Le Cri, présentait de nombreux symptômes du trouble de la personnalité borderline[81].

### Littérature
- État Limite, Pierre Assouline, 2003 : le personnage principal découvre le concept de trouble borderline en tentant d'aider le personnage secondaire.

### Filmographie
- Borderline, Lyne Charlebois, TVA Films, 2008
- Une vie volée, James Mangold, 1999
- 37°2 le matin, Jean-Jacques Beineix, Cargo Films, 1986
- Grey's Anatomy, saison 4, épisode 17 : Rebecca Pope est atteinte de personnalité borderline
- Les Soprano, David Chase, 1999-2007, avec le personnage de Livia Soprano
- Neon Genesis Evangelion : les deux derniers épisodes servent de catharsis à Hideaki Anno atteint du trouble borderline[82]
- Crazy Ex-Girlfriend : Rebecca Bunch, le personnage principal de la série, est atteinte du trouble de la personnalité borderline.
- Skam España, saison 2 : Joana
- Mental : Simon
- She-Ra et les Princesses au pouvoir : Catra est atteinte du trouble de la personnalité borderline.

#### Psychanalytique
- André Green, La Folie privée, Gallimard, 1990.
- Pr Bernard Granger, Daria Karaklic, Les Borderlines, Odile Jacob.  (ISBN 9782738127402)
- François Duparc, Christian Vasseur, Jean Cournut, Guy Cabrol, coll. Les conduites à risque : Au regard de la psychanalyse, In Press, 2006.  (ISBN 2848350962)
- Germaine Guex, Le Syndrome d'abandon PUF, 1973.
- Helene Deutsch, Les Personnalités as if
- Ludwig Fineltain, Glossaire psychiatrique, Éditions Frison-Roche, 2000,  (ISBN 2-87671-337-3)
- Jean Bergeret; Narcissisme et états-limites (textes rassemblés avec Wilfrid Reid), Presses de l'Université de Montréal, 1986 - Dunod 1993
- Jean Bergeret, La Personnalité normale et pathologique, Éditions Dunod, 2003, 3e édition.  (ISBN 2100030078)
- Jean Bergeret, La Dépression et les états-limites, Payot, 1992, coll. Science de l'homme.  (ISBN 2228885975)
- Jean Bergeret, Abrégé de psychologie pathologique, éd. Masson ; Édition, 10e éd., 2008, Coll. : Abrégés,  (ISBN 2-294-70174-7)
- Patrick Juignet, États-limites et passions narcissiques, Berger-Levrault, 1997
- Joyce McDougall, Théâtre du Je, Folio-Gallimard, 1982.  (ISBN 2070314294)
- Ginette Michaud, Figures du Réel. Clinique psychanalytique des psychoses, Préface de Jean Oury, Collection L'Espace analytique, Denoël, 1999, recension de Françoise Savelli, Le Carnet Psy, N° 50, p. 23-24, [lire en ligne]
- Harold Searles, Mon expérience avec les états-limites, Gallimard.
- Henri Rey, Universaux de psychanalyse dans le traitement des états psychotiques et borderline (Facteurs spatio-temporels et linguistiques),  éd. Hublot, préf. Alain Braconnier, trad. d'Élisabeth Baranger, 2000.  (ISBN 2912186129)
- John Steiner, Retraits psychiques. Organisations pathologiques chez les patients psychotiques, névrosés et borderline, PUF, 1996.  (ISBN 2130477585)
- Otto Fenichel, La Théorie psychanalytique des névroses, PUF, 1945.
- Otto F. Kernberg, La Personnalité narcissique et les troubles limites de la personnalité, Privat, 1975.
- (en) CE Stiglmayr, T Grathwol, MM Linehan, G, Ihorst, J Fahrenberg et M Bohus, « Aversive tension in patients with borderline personality disorder: a computer-based controlled field study », Acta Psychiatr Scand, vol. 111, no 5,‎ mai 2005, p. 372–379 (PMID 15819731, DOI 10.1111/j.1600-0447.2004.00466.x.)

#### Behaviorisme et cognition
- L'Ennemi en moi, histoire vraie d'une victime du trouble de la personnalité limite, Étienne Gervais, éditions Olographes, 2008.  (ISBN 978-2-922299-15-1)
- Trouble de personnalité limite et réadaptation - Points de vue de différents acteurs, Collectif d'auteurs sous la direction de Robert Labrosse et Claude Leclerc, Éditions Ressources, 2007.  (ISBN 978-2-923215-10-5)
- Le Trouble de la personnalité borderline, Alain Tortosa, éditions Archilogue, 10e édition 2012.
- Dans l'émotion d'une borderline (Le leurre de la gestion ou du contrôle des émotions), Alain Tortosa, éditions Archilogue, 7e édition 2013.
- Dominique Page, Borderline : retrouver son équilibre, édition Odile Jacob, 2006
- Marsha M. Linehan, Traitement cognitivo-comportemental du trouble de personnalité état limite, Médecine & Hygiène, 1993.  (ISBN 2-88049-128-2)
- Marsha M. Linehan, Le Manuel d'entraînement aux compétences pour traiter le trouble de personnalité état-limite, Médecine & Hygiène, 1993.  (ISBN 2-88049-129-0)
- (en) Manning Shari, Loving Someone with Borderline Personality Disorder, The Guilford Press, 2011, 253 p. (ISBN 978-1-59385-607-6, lire en ligne)
- Martin Desseilles et Bernadette Grosjean, Le manuel du borderline, Eyrolles, 2014.
- Pr. Bernard Granger et Daria Karaklic, Les Borderlines, Odile Jacob, 2014
- Catherine Musa, Mieux vivre avec un trouble borderline, Dunod, 2016
- David Turambar, Etats Limites, nouvelles d'un citoyens borderline, Atramenta, 2016.
- Déborah Ducasse et Véronique Brand-Arpon, Borderline. Cahier pratique de thérapie à domicile, Odile Jacob, 2017
- Catherine Danemark et Michel Kummer, Etre borderline, Une vie au bord du gouffre, Opportun, 2018
- Johanne Lavoie, Borderline, Trouble de la personnalité limite… mais pas folle ! Performance, 2018